# Georg Habighorst
Georg Habighorst (* 26. Oktober 1899 in Essen; † 9. Dezember 1958 in Mainz) war ein deutscher Arzt und Politiker (CDU).

## Leben und Beruf
Habighorst war der Sohn eines Justizoberinspektors. Nach dem Abitur auf dem Burggymnasium in Essen nahm Habighorst ein Studium der Medizin an den Universitäten in Bonn, Düsseldorf, München und Göttingen auf. Dann absolvierte er 1917 die Kriegsreifeprüfung. Während des Ersten Weltkrieges war er bei der Friedrich Krupp AG in Essen notdienstverpflichtet. 1923 beendete er sein Studium mit dem Staatsexamen sowie mit der Promotion zum Doktor der Medizin.
Nach seinem Staatsexamen war er Medizinalpraktikant an den Städtischen Krankenanstalten in Essen (heute Universitätsklinikum Essen) und am Krankenhaus Ahrweiler. Er ließ sich 1925 als praktischer Arzt in Ahrweiler nieder und wurde später zum Sanitätsrat ernannt. Er war Mitglied im Landesgesundheitsrat.
Er war seit 1918 Mitglied der katholischen Studentenverbindung K.D.St.V. Alania Bonn.
Sein Bruder Ferdinand Habighorst (* 1907, † 1977) war Oberwirtschaftsrat und Direktor der Landwirtschaftsschule in Kettwig. Dort gehört er zum Gründungskreis der CDU Kettwig.

## Partei
Habighorst war vor 1933 Mitglied der Zentrumspartei. Nach 1945 trat er in die CDP im Regierungsbezirk Koblenz ein, aus der später der Landesverband der CDU Rheinland-Pfalz hervorging.

## Abgeordneter
Habighorst war 1946/47 Mitglied der Beratenden Landesversammlung des Landes Rheinland-Pfalz. Er gehörte dem rheinland-pfälzischen Landtag vom 15. Mai 1947 bis zu seinem Tode an und war hier seit 1955 Vorsitzender des Haushalts- und Finanzausschusses. 1954 war er Mitglied der Bundesversammlung.

## Ehrungen
- Georg-Habighorst-Straße in Bad Neuenahr-Ahrweiler